# Słoń (Łutowiec)
Słoń – skała we wsi Łutowiec w województwie śląskim, w powiecie myszkowskim, w gminie Niegowa. Pod względem geograficznym znajduje się na Wyżynie Mirowsko-Olsztyńskiej będącej częścią Wyżyny Krakowsko-Częstochowskiej. 
Słoń wraz ze skałami Ule i Różowa Ścianka tworzy zwartą grupę skał po wschodniej stronie zabudowań wsi, w odległości 75 m od polnej drogi. Zbudowane z wapienia skały znajdują się na terenie otwartym, ale stopniowo zarastającym drzewami i krzewami. Słoń znajduje się w środkowej części tej grupy skał. Na szczycie ma krzyż, od Uli oddzielony jest wąską szczeliną, z położoną po wschodniej stronie Różową Ścianką tworzy jeden masyw oddzielony głębokim wcięciem. Na wszystkich trzech skałach uprawiana jest wspinaczka skalna. Słoń ma wysokość do 15 m, połogie, pionowe lub przewieszone  ściany, okapy i  komin. Pierwsze ubezpieczone drogi powstały na nim w 1996 roku. Jest 11 ubezpieczonych, trudnych  dróg wspinaczkowych o trudności VI.1– VI.2+ w skali Kurtyki) i jedna łatwa (III), bez asekuracji.

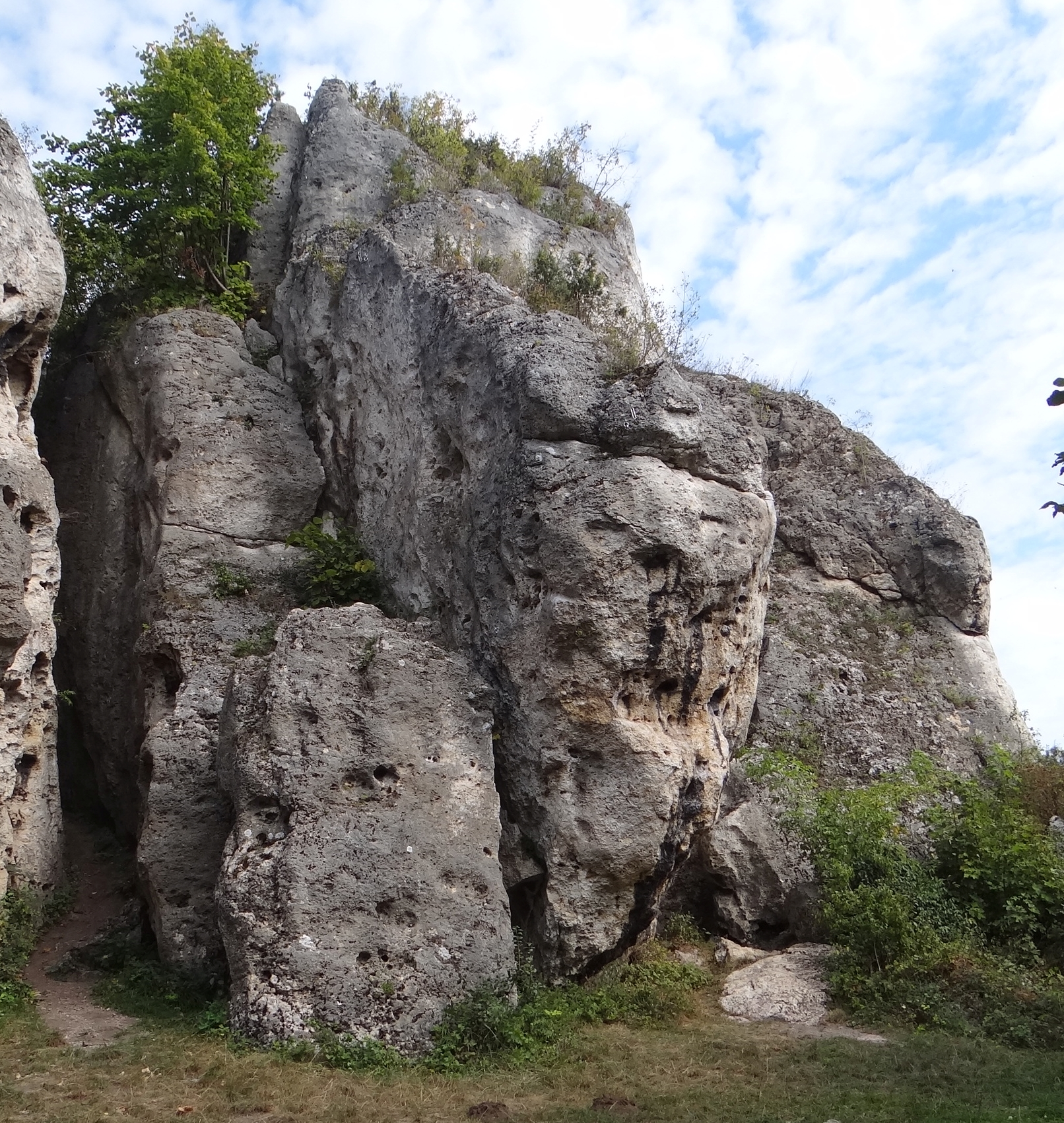
Słoń od południowego zachodu
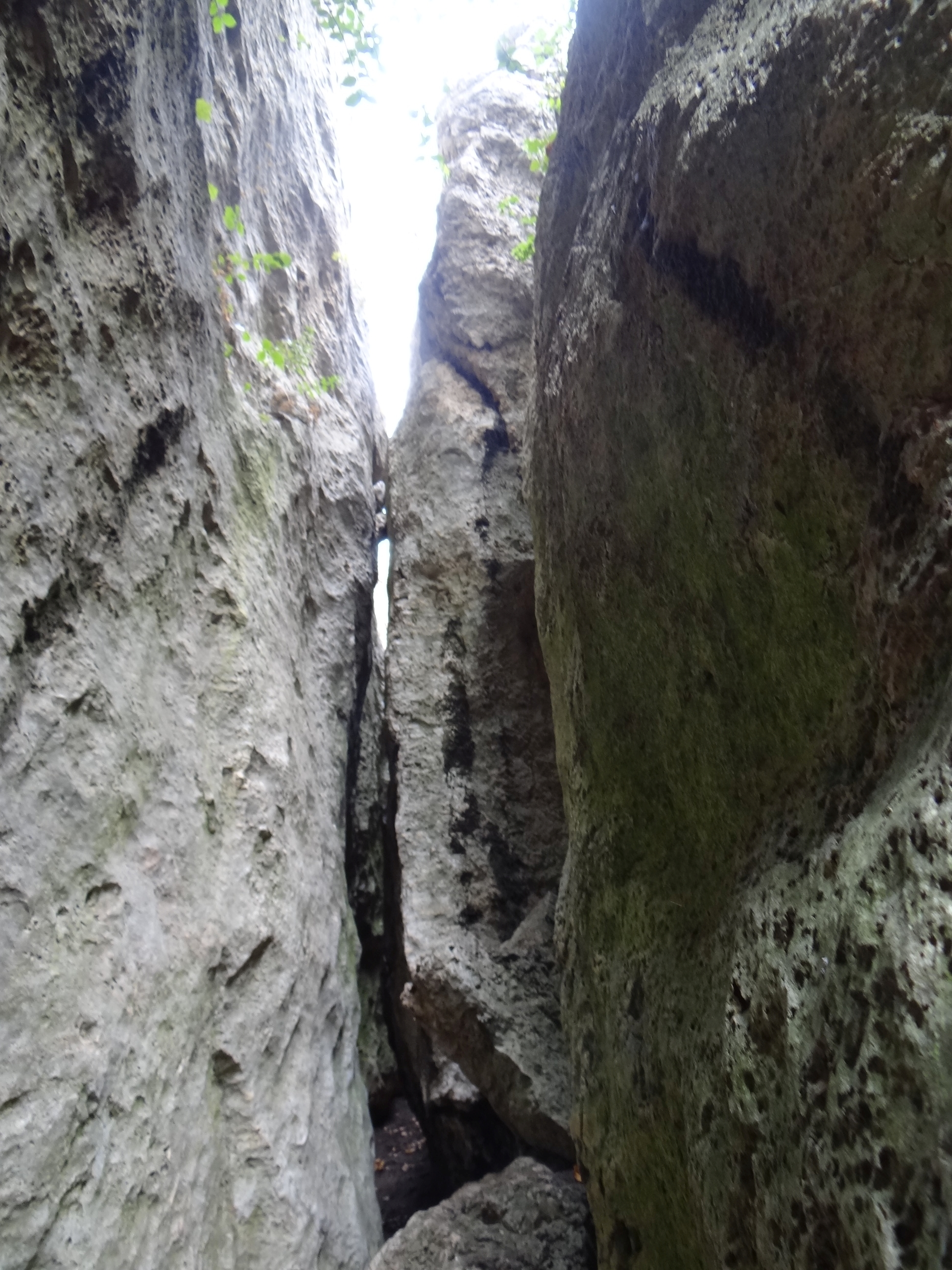
Szczelina między Słoniem i Ulami
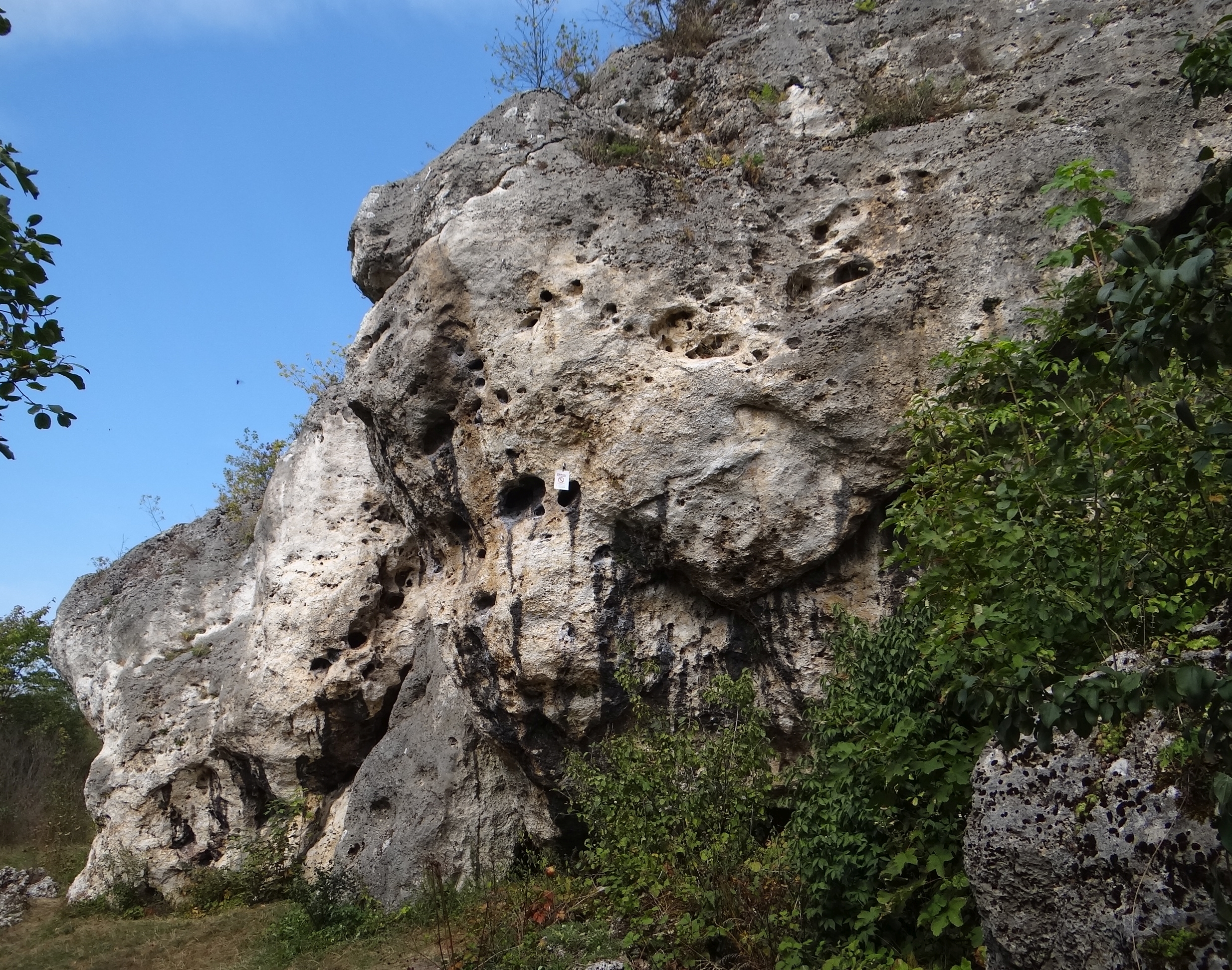
Słoń od południowego wschodu